# كاتسومي يوسا
كاتسومي يوسا (باليابانية: 遊佐 克美) (مواليد 2 أغسطس 1988)، هو لاعب كرة قدم ياباني سابق كان يلعب كلاعب وسط.

## وصلات خارجية
- كاتسومي يوسا على موقع رابطة كرة القدم اليابانية للمحترفين (اليابانية)
- كاتسومي يوسا على موقع قاعدة بيانات كرة القدم.إي يو (الإنجليزية)
- كاتسومي يوسا على موقع Soccerway.com (الإنجليزية)
- كاتسومي يوسا على موقع عالم كرة القدم.نت (الإنجليزية)